# Equal Vision Records
Equal Vision Records és un segell discogràfic estatunidenc radicat a Albany. Va ser fundat a principis de 1990 per Ray Cappo, cantant de Youth of Today, Shelter i Better Than a Thousand.
En els seus inicis, la discogràfica es va crear per a publicar els treballs de Shelter i d'altres grups Krixna. El 1992, Steve Reddy va comprar Equal Vision Records a Cappo, ampliant així el catàleg de grups. Segons Punk News, a final dels anys 1990 «Equal Vision Records comptava bandes impressionant de hardcore punk com Bane, Sick of It All, Refused, Trial, Converge i Saves the Day».